# Metopaulias
Metopaulias is een geslacht van kreeftachtigen uit de klasse van de Malacostraca (hogere kreeftachtigen).

## Soort
- Metopaulias depressus Rathbun, 1896